# Громова, Людмила Павловна
Людми́ла Па́вловна Гро́мова (Асеева, в девичестве — Пермякова) (4 ноября 1942 г. Миасс, Челябинская область, СССР) — советская гимнастка, олимпийская чемпионка 1964, заслуженный мастер спорта СССР, тренер-преподаватель.

## Спортивные достижения
Олимпийские игры
| Год  | Абсолютное | Командное | Опорный прыжок | Брусья | Бревно | Вольные упражнения |
| ---- | ---------- | --------- | -------------- | ------ | ------ | ------------------ |
| 1964 | 30         | 1         | 22             | 54     | 22     | 16                 |

Серебряный призёр чемпионата СССР 1964 года в вольных упражнениях и упражнениях на бревне.

## Биография
Окончила Московский областной педагогический институт (1975).

## Награды
- Звание заслуженный мастер спорта СССР (1964).